# Flow

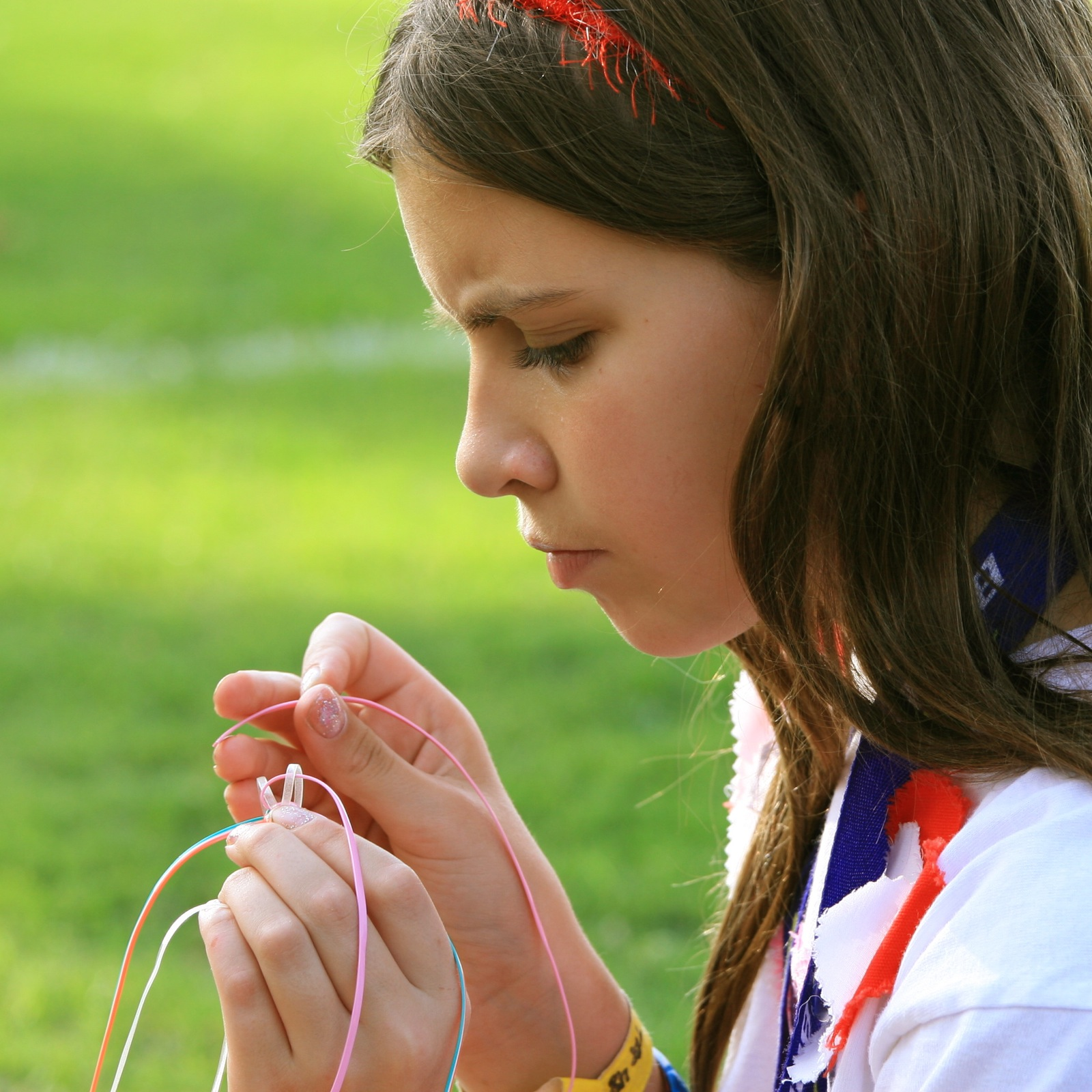
Soustředění se na úkol, jeden z aspektů stavu flow

Flow (z angl. „proud“, „tok“), česky též proudění, proud nebo plynutí, je duševní stav plného soustředění, pohlcení, při kterém je osoba ponořena do určité činnosti tak, že nic jiného se jí nezdá důležité, okamžik, kdy se její tělo nebo mysl vzepne k hranicím jejích možností ve vědomé snaze dosáhnout něčeho obtížného, co stojí za to. Takto, jak ho pojmenoval a definoval psycholog Mihaly Csikszentmihalyi, je zařazen do pozitivní psychologie a mluví se o něm v souvislosti s mnoha oblastmi lidského života.
Podle Csikszentmihalyiho je flow stav naprosto soustředěné motivace. Je to cílevědomé zaujetí, při kterém člověk plně ovládá své emoce, které mu pomáhají k lepšímu výkonu v jeho činnosti. Ve flow nejsou emoce pouze ovládnuty a usměrněny, ale pozitivně naladěny a zapojeny do řešení úkolu. Pokud je člověk otrávený nebo znepokojený, většinou nemůže dosáhnout flow. Známkou flow je pocit spontánní radosti, nadšení při prováděné činnosti. Flow je ale také popisován jako hluboké soustředění výhradně na vykonávanou aktivitu – ne na sebe nebo vlastní emoce. Tuto aktivitu nazývá Csikszentmihalyi autotelickou, vykonávání dané činnosti je samo o sobě cílem.
Flow má mnoho stejných vlastností (pozitivních aspektů) jako stav hyperfocus (který se vyskytuje například u osob s ADHD či jinými poruchami pozornosti). Nicméně hyperfocus není definován v podobně všeobecných termínech, které by vysvětlily trávení přílišného času hraním videoher nebo příjemné pohlcení jedním aspektem úkolu nebo úlohy na úkor jiné práce. V některých případech může hyperfocus sice nadchnout osobu, ale sebrat jí pocit soustředění, nebo ji donutí spustit několik projektů, z nichž dokončí pouze málo.
Jiné výrazy pro stejný nebo podobný stav jsou: naprosto se soustředit, být v přítomném okamžiku, v zóně, připojený, v rytmu, být zapálený, vyladěný, koncentrovaný, ve čtvrté dimenzi.

## Komponenty flow
Nakamura a Csikszentmihalyi identifikovali následujících šest faktorů, které zahrnují zkušenosti z flow.
1. Intenzivní a soustředěná koncentrace na přítomný okamžik.
2. Sloučení akce a povědomí.
3. Ztráta sebereflexe.
4. Pocit sebeovládání a nadhledu nad situací či akcí.
5. Ztráta pojmu o čase a subjektivní vnímání času.
6. Zkušenost z práce je vnitřně obohacující a mnohdy je zkušenost samoúčelná.

Tyto aspekty se mohou objevit nezávisle na sobě, ale pouze v kombinaci tvoří tzv. flow prožitek.
Dalšími vlastostmi flow mohou být:
1. Jasné cíle. Jejich úroveň přitom musí představovat pro člověka výzvu, jejíž dosažení klade nároky na jeho dovednosti, ale obtížnost úkolu musí být přiměřená a šance úspěšně ho dokončit dostatečně vysoká.
2. Jednoznačná, okamžitá zpětná vazba.
3. Pocit hlubokého zaujetí úkolem, aniž cítíme zvláštní námahu. Splynutí činnosti a vědomí, z mysli jsou vypuzeny běžné myšlenky.
4. Mizí starost o vlastní já. Člověk si neuvědomuje tělesné potřeby jako hlad nebo únavu. Stav „proudění“ přitom vede k růstu „já“.

## Etymologie
Tento psychologický stav je pojmenovaný flow právě proto, že během Csikszentmihalyiho rozhovorů v roce 1975 několik lidí popsalo své „flow“ zkušenosti s použitím metafory vodního proudu, který je nese. Psychologický pojem flow, tedy být vtažen do činnosti, nijak nesouvisí se starší frází „jít s proudem“.

## Historie konceptu
Mihaly Csikszentmihalyi a jeho kolegové začali zkoumat flow poté, co byl Csikszentmihalyi fascinován umělci, kteří se v podstatě ztráceli ve své práci. Umělci, především malíři, byli natolik ponořeni ve své práci, že zapomínali jíst, pít, a dokonce i spát. Proto první výzkum flow se uskutečnil právě s umělci. Výzkumy flow probíhaly především v 80.–90. letech 20. století v čele s Csikszentmihalyim a jeho kolegy v Itálii. Výzkumníci se zajímali o optimální zážitky a pozitivní zkušenosti, zejména ve školách či podnikatelské sféře. Teorie flow je velmi používána v tradiční humanistické psychologii, například v Maslowových a Rogersových teoriích. Flow byl zaznamenán v průběhu dějin a napříč kulturami. Učení buddhismu a taoismu mluví o stavu mysli známé jako „akce nečinnosti“ nebo „dělat, aniž by dělali“, která značně připomíná myšlenku flow. Také hinduistické texty v Advaita filozofii, jako Aštávakragíta a jóga znalostí jako je Bhagavadgíta, se vztahují k podobnému stavu.
Historické prameny naznačují, že Michelangelovo dílo na stropě Sixtinské kaple ve Vatikánu možná tvořil ve stavu flow. Je totiž zaznamenáno, že maloval několik dní v kuse a byl tak zabrán do práce, že se ani nezastavoval kvůli jídlu a spánku, až nakonec omdlel únavou. Po tomto se probudil svěží a poté, co začal znova malovat, se opět dostal do stavu naprostého ponoření.
Bruce Lee buď mluvil o psychickém stavu podobném flow, nebo mluvil o důležitosti adaptability a zbavení se předsudků ve své knize Tao Jeet Kune Do. Ve své knize, kde popisuje stav toku vody, se také slavně říká: „Buď jako voda [...] Vyprázdni svou mysl, buď beztvarý. Beztvarý, jako voda. Pokud dáš vodu do kalichu, stane se kalichem. Můžeš dát vodu do láhve a stane se láhví. Dáš-li ji do konvice, tak se stane konvicí. Nyní voda může téct nebo ji může ničit. Buď voda, můj příteli.“

## Mechanismus flow
V každém daném okamžiku je zde velké množství informací, které jsou k dispozici pro každého jednotlivce. Psychologové zjistili, že něčí mysl může vnímat pouze určité množství informací najednou. Podle Mihályovy studie z roku 1956, je množství těchto informací 126 bitů informací za sekundu. To se může zdát jako velké číslo (a spousta informací), ale jednoduché každodenní úkoly zabírají poměrně hodně informací. Jen bavit se zabírá asi 40 bitů informací za sekundu; to je 1/3 z naší kapacity. To je důvod, proč při rozhovoru se nemůžeme soustředit tolik na jiné věci.
Z větší části (s výjimkou základních tělesných pocitů, jako je hlad a bolest, které jsou vrozené) lidé jsou schopni se rozhodnout, na co chtějí zaměřit svou pozornost. Nicméně, když je člověk ve stavu flow, je naprosto zabraný do úkolu a aniž by se tak vědomě rozhodl, ztrácí povědomí o ostatních věcech jako jsou čas, lidé, různá rozptýlení či dokonce základní lidské potřeby. K tomu dochází, protože všechna pozornost jedince ve stavu flow je zaměřena na jeden úkol, který právě provádí a nezbývá žádná další kapacita pozornosti, která by mohla být rozdělena.

## Podmínky flow
Stav flow je možno zažít při provádění jakékoliv činnosti, i když ho s největší pravděpodobností zažijeme, když dáváme všechnu svou energii do určitého úkolu nebo při činnostech, jež pro nás mají vnitřní účel. Pasivní činnosti, jako je koupání se ve vaně nebo dokonce sledování televize, obvykle nevyvolávají stav flow stejně, jako když musíme aktivně něco dělat.
Teorie Flow má tři podmínky, které musí být splněny, aby bylo dosaženo stavu flow:
1. Člověk musí být zapojen do činnosti s jasným souborem cílů a pokroku. To dodává směr a strukturu úkolu.[11]
2. Úkoly musí mít jasnou a okamžitou zpětnou vazbu. To pomáhá osobě reagovat na nějaké měnící se požadavky a umožňuje jí přizpůsobit svůj výkon pro udržení stavu flow.[11]

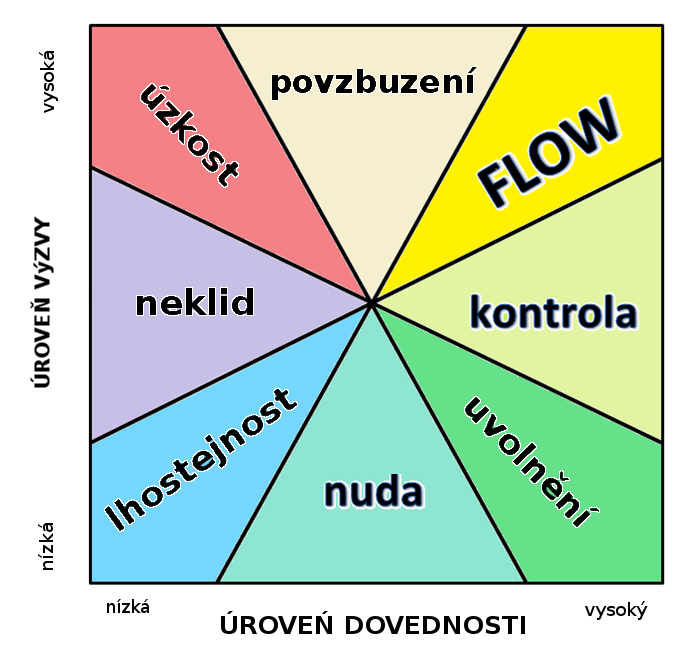

3. Člověk musí mít dobré povědomí o problémech úkolu a vlastních schopnosti. Člověk musí mít důvěru ve své schopnosti, aby dokončil úkol.[11]

Nicméně bylo argumentováno, že zde uvedené faktory flow jsou vzájemně propojeny. Například povědomí o problémech a vlastních schopnostech vyžaduje také to, aby člověk věděl, jak věc udělat (tedy znal cíl) a jak úspěšně se mu vede (měl zpětná vazba). Proto vnímání stavu našich schopností a požadavků úkolu mohou být hlavním předpokladem pro flow zkušenost.
V roce 1997 Csikszentmihalyi publikoval graf vpravo. Tento graf zobrazuje vztah mezi vnímanými výzvami úkolu a vnímanými schopnostmi. Tento graf ukazuje ještě jeden další aspekt flow: je více než pravděpodobné, že jedinec dosáhne flow tehdy, dojde-li k činnosti, která je vyšší než průměr výzvy (nad středem) a jednotlivec má nadprůměrné schopnosti (vpravo od středu). Střed tohoto grafu (kde se části setkávají) představuje průměrnou úroveň výzvy a dovedností v rámci všech činností člověka, které provádí v průběhu svého každodenního života.
Některé problémy tohoto modelu byly diskutovány v literatuře. Jedním z nich je, že nezobrazuje vnímanou rovnováhu mezi výzvami a dovedností, které mají být ústředním předpokladem zkušeností flow. Jedinci s nízkou průměrnou úrovní dovedností a vysokou průměrnou úrovní výzev (nebo naopak), nemusejí zažít flow, protože nedochází k souladu mezi dovednostmi a výzvami, pokud jsou obě nad jejich individuálním průměrem. Kromě toho jedna studie zjistila, že situace s nízkou výzvou, které byly překonány dovednostmi, byly spojeny se zábavu, relaxací a štěstím, což je v rozporu s teorií flow.
Schaffer proto navrhl sedm alternativních podmínek toku:
1. Vědět, co děláme
2. Vědět, jak na to
3. Vědět, jak dobře to děláme
4. Vědět, kam se obrátit (je-li nápověda přípustná)
5. Vysoká úroveň vnímaní problémy
6. Vysoká úroveň vnímaní schopnosti
7. Osvobození od rozptýlení[16]

Schaffer také publikoval metodu Flow Stav dotazník (FCQ), obsahující škálu pro každou z těchto sedmi podmínek.

### Citace
- CSÍKSZENTMIHÁLYI, Mihály. Creativity: Flow and the Psychology of Discovery and Invention. New York: Harper Perennial, 1996. ISBN 0-06-092820-4.
- CSÍKSZENTMIHÁLYI, Mihály. Finding Flow: The Psychology of Engagement With Everyday Life. [s.l.]: Basic Books, 1996. ISBN 0-465-02411-4. (a popular exposition emphasizing technique)
- CSÍKSZENTMIHÁLYI, Mihály. Good Business: Leadership, Flow, and the Making of Meaning. New York: Penguin Books, 2003. ISBN 0-14-200409-X.
- EGBERT, Joy. A Study of Flow Theory in the Foreign Language Classroom. The Modern Language Journal. 2003, s. 499–518. doi:10.1111/1540-4781.00204.
- JACKSON, Susan A.; YES, Mihály. Flow in Sports: The Keys to Optimal Experiences and Performances. Champaign, Illinois: Human Kinetics Publishers, 1999. ISBN 0-88011-876-8.
- MAINEMELIS, Charalampos. When the Muse Takes It All: A Model for the Experience of Timelessness in Organizations. The Academy of Management Review. 2001, s. 548–565. doi:10.2307/3560241. JSTOR 3560241.
- SHAINBERG, Lawrence. Finding 'The Zone'. New York Times Magazine. 1989-04-09. Dostupné online.